# El chiringuito de Jugones
El chiringuito de Jugones es un programa de televisión sobre fútbol, presentado y dirigido por Josep Pedrerol, acompañado por un grupo de tertulianos y redactores, quienes generan debates deportivos y políticos vinculados principalmente al FC Barcelona y al Real Madrid de la Primera División de España. En menor medida, el programa también toca temas vinculados a otros equipos, competiciones y deportes. 
Es emitido de lunes a domingo de 23:45 a 2:45 entre los meses de septiembre y mayo y de mayo a julio de lunes a jueves de 23:45 a 2:45 en Mega, canal perteneciente a Atresmedia, salvo algunos especiales que se transmitan por La Sexta. El programa se vuelve a emitir diariamente en redifusión de 6:20 a 9:00 de igual forma en Mega. Desde el 8 de agosto de 2022, el programa es emitido de forma diferida por el canal deportivo Win Sports, y también es emitido en Tigo Sports en países como Costa Rica, Guatemala y Honduras, y en Chile por Mega 2.

## Historia
Cuenta con la dirección del periodista deportivo Josep Pedrerol, siguiendo el mismo formato, equipo técnico y colaboradores del programa Punto pelota que presentaba en Intereconomía.
De este modo, Pedrerol alcanzó un acuerdo con Atresmedia el 20 de diciembre de 2013 para comenzar las emisiones del programa a partir del 6 de enero de 2014. Además, se confirmó que el programa se emitiría a través de Nitro y que se llamaría El chiringuito de Jugones, para impulsar así la marca del programa deportivo de La Sexta llamado Jugones, convirtiéndose en el programa más visto de la franja late night en las cadenas TDT, así como el programa líder de Nitro, habiendo aumentando la cuota de pantalla del canal al doble desde su estreno.
Desde el 5 de mayo de 2014, debido al cierre de Nitro, el programa pasó a emitirse a través de La Sexta, aprovechando el inicio de la Copa Mundial de Fútbol de 2014, por lo que cambió su denominación por El chiringuito del mundial. En sus inicios en La Sexta se emitía después de En el aire alrededor de la 1:30 e incluso en ocasiones a las 2:00, bajo el nombre de Chiringuito after hours.
Tras el fin del mundial y de cara a la temporada 2014-2015, El chiringuito de Jugones volvió a cambiar de canal recuperando su denominación original. De este modo, Neox emitió el programa entre el 18 de agosto de 2014 y el 9 de julio de 2015.
Sin embargo, tras la creación del canal Mega de Atresmedia, dirigido al mismo público (masculino principalmente) que el primer canal donde se emitió el programa (Nitro), El chiringuito de Jugones trasladó sus emisiones a esta cadena desde el 10 de agosto de 2015. En la madrugada del 8 de junio de 2018, el programa celebró sus 1.000 emisiones, reuniendo a todo el equipo en el plató.
Desde el 9 de febrero de 2020, el programa se emite en Multimedios Televisión para México. En 2021, Fox Deportes en los Estados Unidos comenzó a emitir el programa en vivo a las 7:00, horario del este de América del Norte, ya que se emite en España por Mega. También, el programa se emite en redifusión en formato de radio para multitud de emisoras radiofónicas locales de España. Asimismo, también se emite diariamente en redifusión de 06:20 a 09:00, en España a través de Mega.

## Formato
El programa comienza en torno a la medianoche, con un pequeño comentario editorial a modo de resumen de Josep Pedrerol, en el que detalla los contenidos del programa del día; Ana Garcés, quién es la voz del espectador, fomenta la participación de la audiencia a través de X, leyendo comentarios de los seguidores del programa. A continuación, se presenta el equipo de tertulianos que estarán presentes esa noche y mientras van entrando en plató, comienza a sonar la sintonía Vive deportivamente de Los 2 Españoles.
Durante el programa, los diferentes tertulianos comentan y opinan acerca de los diferentes temas propuestos, todo ambientado con música de fondo que guía al espectador en el sentido del debate. Además la tertulia se complementa con discursos y reflexiones emotivas en primer plano de algunos tertulianos, reportajes, entrevistas, resúmenes de los encuentros, "exclusivas", redes sociales y en ocasiones actuaciones musicales en directo con artistas poco conocidos para el público mayoritario. 
El programa finaliza con la sintonía No sería fácil de Fernando Fu de fondo, dando paso a los créditos y a la marcha de los colaboradores del plató.

## Emisiones
La primera temporada se emitió en Nitro entre el 6 de enero de 2014 y el 1 de mayo de 2014. La segunda temporada se emitió en La Sexta entre el 5 de mayo de 2014 al 17 de julio de 2014. Por su parte, la tercera temporada se emitió en Neox entre el 18 de agosto de 2014 y el 9 de julio de 2015. Finalmente, el programa se emite en Mega desde su cuarta temporada, que se estrenó el 10 de agosto de 2015.
Aunque el formato se emite habitualmente de domingo a jueves entre las 00:00 y las 02:45, anteriormente, con su traslado de Nitro a La Sexta, el espacio tuvo vaivenes horarios, empezando a emitirse unos días en su horario habitual, otros días a la 01:30, incluso hubo emisiones que empezaron a las 02:00, acabando eso si a su hora.
El chiringuito no ha dudado en ocasiones en adelantar su horario al prime time, por acontecimientos importantes. También realizan emisiones en directo en partidos de gran relevancia como los clásicos o eliminatorias de Champions, aunque ocasionalmente también se han dado en directo en partidos menos relevantes como el Real Valladolid-Real Madrid que finalizó 1-4 a favor del equipo blanco. Cuando el Real Madrid ganó la décima Liga de Campeones de la UEFA en 2014, el programa comenzó a las 00:00 y finalizó a las 06:30. En 2016, cuando el Real Madrid se proclamó campeón de la Liga de Campeones de la UEFA por undécima ocasión, el espacio comenzó su emisión a las 00:30 y finalizó a las 08:00. En 2017 y 2018, con las finales de la Liga de Campeones de la UEFA de fondo, el programa aparte de emitir anteriores finales de la Liga de Campeones de la UEFA ganadas por el Real Madrid, tuvo emisiones especiales en horario vespertino. 
Con motivo de la elección del Balón de Oro, el programa emite una edición especial que incluye la emisión de la gala. En todos los clásicos españoles y los derbis madrileños se emiten programas especiales. También se realizaron programas especiales sobre la Copa Mundial de Fútbol de 2018, incluyendo el España-Rusia, en el cual "La Roja" quedó eliminada al perder en la tanda de penaltis. El 17 de octubre de 2019 el programa se emitió desde Málaga.
En el programa han sido invitados a plató celebridades del deporte como Pier Luigi Cherubino, Julen Lopetegui, Santiago Solari, Álvaro Arbeloa, Paco Jémez, Florentino Pérez, Rafael Márquez o Hugo Sánchez, entre otros.

## Audiencias
| Canal                       | Temporada | Episodios | Estreno                  | Final                    | Audiencias   | Audiencias | Audiencias |
| Canal                       | Temporada | Episodios | Estreno                  | Final                    | Espectadores | Cuota      |            |
| --------------------------- | --------- | --------- | ------------------------ | ------------------------ | ------------ | ---------- | ---------- |
| Nitro                       | 1.ª       | 68        | 6 de enero de 2014       | 5 de mayo de 2014        | 199.000      | 3,3%       |            |
| La Sexta                    | 2.ª       | 47        | 5 de mayo de 2014        | 17 de julio de 2014      | 330.000      | 7,2%       |            |
| Neox                        | 3.ª       | 235       | 18 de agosto de 2014     | 9 de julio de 2015       | 256.000      | 4,4%       |            |
| Mega                        | 4.ª       | 234       | 10 de agosto de 2015     | 7 de julio de 2016       | 233.000      | 4,2%       |            |
| Mega                        | 5.ª       | 234       | 15 de agosto de 2016     | 6 de julio de 2017       | 238.000      | 4,4%       |            |
| Mega                        | 6.ª       | 235       | 7 de agosto de 2017      | 17 de julio de 2018      | 246.000      | 4,5%       |            |
| Mega                        | 7.ª       | 234       | 12 de agosto de 2018     | 4 de julio de 2019       | 224.000      | 4,3%       |            |
| Mega                        | 8.ª       | 235       | 12 de agosto de 2019     | 10 de septiembre de 2020 | 200.000      | 4,3%       |            |
| Mega/La Sexta (2 programas) | 9.ª       | 234       | 13 de septiembre de 2020 | 12 de agosto de 2021     | 234.000      | 4,9%       |            |
| Mega/La Sexta               | 10.ª      |           | 16 de agosto de 2021     | 7 de julio de 2022       |              |            |            |
| Mega                        | 11.ª      |           | Agosto de 2022           | Julio de 2023            |              |            |            |
| Mega                        | 12.ª      |           | Agosto de 2023           | Julio de 2024            |              |            |            |
| Mega                        | 13.ª      |           | Agosto de 2024           | Julio de 2025            |              |            |            |

## Críticas y polémicas
El programa ha sido criticado, incluso por los propios tertulianos del programa, por ser un programa madridista, manipulador y "convertido más en un ataque de acoso y derribo al Barça", siendo descrito por José María García como "una porquería", un "programa nauseabundo" y "el peor espacio del periodismo entero", llegando, incluso, a ser referenciado, por su estilo, como el "Sálvame del fútbol" o el Sálvame del deporte.

### Telerrealidad
El programa ha protagonizado episodios cercanos al reality show, donde se han llegado a ver: renuncias de tertulianos en directo; agresiones físicas; amenazas de muerte; abandonos de plató en directo por enfados; emisiones de telerrealidad en directo; ataques personales machistas; encaramientos entre tertulianos o ataques de ansiedad retransmitidos en directo.
Algunas de estas situaciones ya ocurrían en Punto pelota, donde se llegaron a ver: confesiones sobre temas de ámbito privado, no relacionados con el deporte; agresiones físicas; abandonos de plató en directo; ataques personales machistas; amenazas y reconciliaciones emotivas entre tertulianos.

### Polémicas extradeportivas
Los tertulianos de El Chiringuito, Edu Aguirre y Pipi Estrada fueron acusados en redes sociales como Twitter, Facebook o Instagram de llevar drogas al plató del programa, consumir sustancias ilegales durante la emisión o aparecer en el programa bajo los efectos de sustancias estupefacientes cuando durante la emisión del programa en directo se vio como se les cayeron sendos papeles del bolsillo al suelo del plató de televisión. Ambos periodistas negaron estas acusaciones respondiendo que eran pañuelos de papel. Además, Edu Aguirre añadió que tomará acciones legales contra las personas que le han acusado de llevar sustancias estupefacientes.
En mayo de 2020, otro de los contertulios, Edwin Congo, fue detenido en una operación policial relacionada con el tráfico de drogas, quedando en libertad tras ser interrogado.
François Gallardo, tertuliano del programa, fue detenido acusado de presunta estafa continuada por hacerse pasar por agente FIFA y posteriormente condenado a dos años de cárcel.

### Insultos racistas a jugadores
El 15 de septiembre de 2022 en una de las discusiones del programa, el periodista Pedro Bravo criticó al jugador del Real Madrid Vinícius Júnior por los bailes tras celebrar sus goles, señalando "Si quieres bailar samba te vas al sambódromo en Brasil. Aquí lo que tienes que hacer es respetar a tus compañeros de profesión y dejar de hacer el mono", lo que causó un revuelo en Redes Sociales apoyando al jugador brasileño y acusando al programa de racista y xenófobo. Cinco días después en una entrevista mediante sus canales de YouTube y Twitch Josep Pedrerol salió a contestar al público de que malinterpretaron las declaraciones y que no habían insultado al jugador, pidiendo disculpas a quienes se hubieran ofendido.
El 21 de septiembre, el periodista Iñaki Angulo a través de un vídeo en su cuenta de Youtube, afirmó que Vinicius habría recibido amenazas de los periodistas del programa en caso de que este subiera un video criticando los dichos emitidos por Pedro Bravo. "Si sacas ese vídeo, vamos a destrozarte" habría sido el mensaje a Vinicius, quien a pesar de esto, subió un vídeo a su cuenta de Instagram en donde denunciaba el racismo. Esto también fue confirmado por ESPN Brasil. A través de una transmisión por Twitch, Pedrerol negó las acusaciones, además de anunciar una querella criminal en contra de quienes señalaron los hechos, sin mencionar a Angulo.